# Xantonnea
Xantonnea é um género botânico pertencente à família Rubiaceae.